# Joe Quesada
Joseph Quesada, detto Joe (New York, 12 gennaio 1962), è un fumettista statunitense.
Autore e artista, si afferma come fumettista sia sul mercato indipendente sia con alcuni lavori per Marvel e DC nei primi anni novanta. Diviene una star del settore già nel 1992 con la creazione grafica di Sword of Azrael di cui realizza i disegni della miniserie pubblicata dalla DC Comics, la sua consacrazione avviene però con il suo ritorno al mercato indipendente e alla Valiant Comics. Insieme a Jimmy Palmiotti fonda nel 1994 una casa editrice indipendente quale la Event Comics, una delle realtà editoriali minori del settore, ma che riscuote una grande risonanza e successo di critica e lettori. Il duo Quesada/Palmiotti crea infatti dei personaggi di culto del fumetto indipendente quali Ash e Painkiller Jane. Nel 1998 firma un contratto per la Marvel Comics, con la quale fonda insieme a Palmiotty l'imprint Marvel Knights. Il successo ottenuto lo porta ad essere nominato Editor in Chief della casa editrice dal 2000 al 2011, anno i cui è nominato direttore creativo. Tra il 2019 e il 2022 ottiene la posizione di Vice Presidente. Nel 2022 abbandona la compagnia.
È conosciuto anche come Joey Q. Da notare che la Event Comics produttrice di opere tra il 1994 e il 1999 con diverse limited-series, intercompany crossover e iniziative editoriali, ufficialmente non è mai stata chiusa e rimane una casa editrice potenzialmente operativa.
Nel 2023 ha firmato un contratto in esclusiva con Prime Video per sviluppare in opere audiovisive i fumetti da lui creati come scrittore indipendente e di cui quindi detiene la proprietà intellettuale e i diritti come creatore.

## Carriera

### L'esordio come disegnatore (1990-1993)
Nato da genitori cubani nello stato di New York dimostra fin dalla giovane età una grande passione per il disegno e l'arte e quindi l'indirizzo di studio lo porta a frequentare la Scuola di Visual Arts dove riceve le basi tecniche ed un minimo di esperienza iniziale per divenire un artista. Qui riceve una Laurea (o BFA in originale) per le arti visive nel 1984. Il suo talento viene subito notato dagli editor sia della Marvel sia della DC (le Big-Two del fumetto statunitense). Il suo debutto come disegnatore avviene alla casa editrice indipendente Valiant Comics fondata da Jim Shooter e Massarsky a fine anni novanta. Jim vorrebbe da subito puntare su un universo supereroistico, ma i finanziatori puntano su fumetti tratti da licenze su video giochi della Nintendo (scelta fallimentare). In questo contesto il primo fumetto disegnato da Quesada è Captain N : The Game Master n.3 con data di copertina luglio 1990. L'artista viene scoperto dall'assistente di Shooter (ed ex-disegnatore/scrittore Marvel) Bob Layton. L'albo così come la l'intera linea editoriale non ha successo ma già mette in evidenza le potenzialità dell'artista che viene da subito tenuto in considerazione dal duo Shooter-Layton. Il suo esordio alla Marvel come disegnatore avviene nel luglio del 1991 per un albo antologico della Marvel Comics dal titolo What The? n.13 dove realizza una short story di 8 pagine con protagonista i Fantastici quattro. Per la Marvel realizza anche una manciata di storie per le serie The Invincible Iron Man (Vol.3) e X-Factor, realizza anche un albo per Capitan America e Sleepwalker. Viene anche notato dalla DC Comics dove ha modo di cimentarsi su vari personaggi tra cui lo stesso Batman, The Ray e The question. Il suo talento emerge però quando crea un nuovo personaggio legato al Batman Universe, ovvero Azael nella miniserie Batman: Sword of Azrael, scritta da Dennis O'Neil e pubblicata tra l'ottobre 1992 e gennaio 1993 (date di copertina).

### Affermazione e successo
Il talento di Quesada per quanto riguarda la creazione di nuovi personaggi dinamici, moderni e innovativi viene subito riconosciuto dall'ex-Editor in Chief della Marvel Jim Shooter che a fine anni ottanta ha creato una nuova casa editrice indipendente quale la Valiant Comics. La nuova realtà editoriale stenta a decollare anche perché non presenta personaggi originali e supereroistici, ma fumetti con personaggi pubblicati su licenza. Shooter vede quindi nell'artista di origine cubane un disegnatore in grado di creare personaggi innovativi e adatti al nuovo decennio apertosi con la fondazione e il successo della Image Comics. L'esperto Publisher e Editor non si sbaglia perché tra il 1993 e il 1994 Joe Quesada, coadiuvato da Jimmy Palmiotti crea graficamente X-O Manowar e Ninjak i cui albi d'esordio vendono centinaia di migliaia di copie. Quesada diviene subito una star del fumetto mainstream, ma decide di lasciare la Valiant o firmare contratti in esclusiva con le Big-Two. Se si vuole individuare un preciso anno in cui Jimmy diventa una top-star del fumetto, con questo artista è possibile e singolare. La particolarità è aumentata dal fatto che questo non avviene con un albo a fumetti o con una serie regolare o un personaggio particolare, il successo internazionale è raggiunto con una copertina e la creazione visuale di un super eroe vigilante. Il personaggio in questione è Bloodshot la cui genesi è da attribuire in gran parte a Kevin Van Hook e Don Perlin con il contributo del editor Shooter. Il personaggio debutta con una serie regolare lo stesso giorno in cui la DC Comics lancia sul mercato Superman n.75 (il 17 novembre 1992, con data di copertina gennaio 1993), l'albo della Morte di Superman ucciso da Doomsday, realizzato nei testi e nei disegni da Dan Jurgens. L'evento smuove l'interesse dei media a livello globale (soprattutto in Occidente). L'albo è rimasto per diversi il più venduto della storia del comic book. Si tratta di uno degli azzardi (vincenti della carriera di Shhoter) in quanto Lo stesso giorno la Valiant di Jim Shooter che faticava a superare le 30/50 mila copie per gli albi più venduti fa esordire il n.1 della prima serie mai pubblicata sul personaggio di Bloodshot. L'albo che però contende l'interesse dei lettori e degli speculatori quello stesso giorno è Bloodshot (Vol.1) la cui copertina viene affidata a Joe Quesada e il cui tratto viene evidenziato da un gimmick copertina che viene realizzata con l'effetto cromato con immagine e titolo che sembrano esplodere dalla cover. L'albo arriva a vendere 742.000 copie, ma come evidenziato dal vice di Shooter Bob Layton e dal co-publisher della Valiant Massarski insieme all'editor Hartz, la casa editrice è impreparata altrimenti poteva vendere almeno un milione di copie in più come poi accadrà lo stesso anno con il primo albo della serie Turok:The Dinosaur Hunter (data di copertina luglio 1993). Il clamore di Bloodshot è tale che porta la Valiant (tra il 1993 e il 1994) a vendere non più di 30 mila copie per albo a una media di 150 mila copie e tra coloro che ne beneficiano maggiormente c'è Joe Quesada e la sua incredibile capacità di creare immagini dal grande impatto visivo. L'interesse intorno all'artista esplode e viene sedotto da Marvel, DC, e la stessa Image. Al momento nessuna di questa viene presa in considerazione perché la sua volontà è quella di fondare una sua casa editrice di cui avere pieno controllo e dove dare libero sfogo alla sua creatività. Peccando di esperienza manageriale e capacità gestionali di un Editore, nel 1994 fonda insieme a Jimmy Palmiotti la casa editrice indipendente Event Comics.  Dopo la Event stipulò nel 1998 un contratto con la Marvel Comics per realizzare numerosi albi, per i quali fu fondata appositamente l'etichetta Marvel Knights. L'albo d'esordio vede la data di copertina Novembre 1994 e presenta una serie regolare intitolata Ash, il cui protagonista (creato con Palmiotti) è un vigile del fuoco che diventa un super-eroe. Tra la classifica dei best-selling comic book si piazza solo al 54° una posizione apparentemente sotto le aspettative, ma che probabilmente risente di problemi per quanto riguarda la tiratura e distribuzione degli albi. Da notare che la prima pubblicazione della nuova casa editrice è 22 Bride dove appare per la prima volta un personaggio quale l'ex-poliziotta Painkiller Jane destinata a divenire una anti eroina vigilante, icona del mercato indipendente. I lettori sono però entusiasti dei nuovi personaggi del duo Quesada/Palmiotti e ne rimane impressionata la stessa Marvel Comics che gli offre un contratto sia da manager che da artista e direttore creativo. Quesada è di fronte ad un bivio, ma intuisce che ha bisogno di farsi esperienza all'interno di un'affermata realtà editoriale con alle spalle decenni di esperienza nel settore. Questo impedisce lo sviluppo ulteriore che Quesada aveva in programmazione per la sua nuova etichetta. Il duo Quesada/Palmiotti ha annunciato nel 1997 che la Event avrebbe pubblicato opere creator-owned di altri autori. Tra quelle annunciate per il biennio 1997/1998 vi erano: The Hour of Reckoning di Tony Harris, noto artista per aver creato insieme a James Robinson Starman VII, Thrax di Dave Ross, e Crimson Plague di George Perez. Alcuni albi di queste due ultime serie vengono pubblicati mentre l'opera di Tony Harris non vedrà mai una distribuzione sul mercato, neppure parziale.

### Periodo Marvel Comics (1998-2022)
La Marvel Comics arriva da un periodo molto difficile e dopo il crollo del mercato fumettistico del biennio 1995/1996 si trova a dichiarare bancarotta. Per superare la crisi vi sono diversi licenziamenti e cambi del settore manageriale ed editoriale. L'editor-in-Chief Bob Harras viene licenziato e viene assunto Joe Calamari che si serve come consulente Gareb Shamus, esperto di mercato e publisher di Wizard il magazine sul mondo dei comics più venduto a livello internazionale. Questi gli suggerisce di assumere autori e artisti emergenti presi dal mercato indipendente più importante e in espansione. Da notare che Calamari assiste all'acquisizione dei Wildstorm Studios di Jim Lee da parte della DC Comics che gli assegna da subito ruoli fondamentali a livello creativo e manageriale. Shamus gli suggerisce di assumere il duo Quesada/Palmiotti alla luce della popolarità dello stesso Quesada e del successo di critica e di lettori della loro piccola casa editrice indipendente Event Comics. Calamari è ancora dubbioso e offre al duo Quesada/Palmiotti un contratto di un solo anno e inoltre gli affida l'arduo compito di rilanciare quei personaggi Marvel di secondo profilo e le cui vendite mettevano a dubbio la continuità di pubblicazione. La sfida viene accettata anche alla luce della libertà creativa e di selezione di autori e artisti che viene garantita. Inoltre a sottolineare la loro indipendenza viene concessa la possibilità di fondare l'etichetta Marvel Knights gestita dai due autori quasi come se fosse un imprint indipendente. Il primo grande merito di Joe i cui risultati riporteranno in auge la casa editrice è quello di sfruttare i suoi contatti e le sue amicizie per portare all'editore gli autori e artisti più promettenti di quel periodo. Arrivano così alla Casa delle Idee fumettisti quali Brian Michael Bendis, David Mack e Garth Ennis (e altri ancora). Altro merito di Joe è di aver portato nel fumetto nuove voci e idee provenienti da altri campi dei media quali quello di J.Michael Straczynski noto ai fan della fantascienza per aver creato nel 1993 l'epica serie TV Babylon 5. Nel 2001 riesce a metterlo sotto contratto per la Marvel permettendogli di realizzare un celebre ciclo di storie su The Amazing Spider-Man oltre che un ciclo di storie su Thor, Fantastic Four e altri personaggi. Nel 2007 accetta di realizzare una miniserie per Marvel Knights che lo stesso Michael considera una delle sue opere migliori, si tratta della limited-series in 4 parti Silver Surfer: Requiem. In questa saga crepuscolare Straczynski ha modo di raccontare la morte dell'iconico personaggio Silver Surfer, un evento fuori continuity ma che (dal 2006) rappresenta la nuova programmazione editoriale voluta da Quesada e il suo assistente editor Axel Alonso. Come afferma il nuovo editor-in-chief: «(Marvel Knights è) una vetrina per eventi senza tempo , vale a dire serie limitate autoconclusive dal taglio insolito, che spingano gli appassionati a vedere i loro personaggi preferiti con occhi diversi e a rivalutare l'aura leggendaria che li circonda . In altre parole Marvel Knights sarà un luogo in cui gli autori migliori lavoreranno in piena libertà realizzando quei progetti che i fan meritano di leggere!» Il titolo d'esordio per Marvel Knights è però la nuova serie sullo storico personaggio (ora nella sua ennesima crisi di vendite) Daredevil, che per la prima volta fa ripartire la sua numerazione dal numero 1. La serie regolare vede (anche in questo caso) ai testi uno scrittore che rappresenta una novità per il settore ma di grande popolarità quale il regista, sceneggiatore, attore Kevin Smith, Quesada e Palmiotti curano la gran parte dei disegni per un arco narrativo destinato a divenire un landmark del personaggio, ovvero Guardian Devil a cui fa seguito un'altra epica storia Parts of a Hole. scritta da David Mack e che vede l'esordio del personaggio di Echo. Subito dopo esordiscono tre limited-series quali Black Panther (eroe afroamericano ormai fuori dai radar del mercato), affidato a Christofer Priest e Mark Texeira, vi è poi la lunga miniserie in 12 albi sugli Inumani, personaggi iconici negli anni sessanta (al Pari di Pantera Nera), ma ormai inutilizzati e una miniserie sul Punisher personaggio di grande successo e popolarità tra la fine degli anni ottanta e i primi anni novanta (probabilmente sovraesposto all'epoca a livello editoriale), ma ormai ritenuto fuori mercato e non più attuale e aderente alla realtà sociopolitica. Il duo che ne deve curare il revamping sono gli scrittori Christopher Golden, Tom Sniegoski coadiuvati dal disegnatore Bernie Whrightson. Questo titolo si rivela il meno convincente in quanto il personaggio viene snaturato e da vigilante della strada ex-marine diviene una sorta di essere angelico sovrannaturale che combatte demoni. A rimediare ci penserà un giovane autore irlandese quale Garth Ennis che riporta il personaggio alle sue caratteristiche di base, semplici ma efficaci. I titoli della nuova linea hanno un successo che supera ogni aspettativa. Daredevil torna, dopo il periodo milleriano ad essere un top twenty title delle classifiche di vendita (ovvero tra i venti titoli più venduti) con i titoli restanti che seguono a breve distanza rientrando tra i primi quaranta.
A fine anni novanta vi è un'ulteriore revisione dei quadri operativi della casa editrice con la nomina di Bill Jemas come nuovo presidente, personaggio controverso e audace, sempre aperto a nuove iniziative il quale nomina (a sorpresa) Joe Quesada come nuovo Editor-in-Chief della Marvel Comics (il primo disegnatore ad avere l'incarico), ruolo che fu di Jim Shooter, Tom DeFalco, Bob Harras e prima di loro dal leggendario Stan Lee. Ha conseguito questa posizione nel 2000, rimpiazzando Bob Harras. In questo ruolo per uno dei due principali editori dell'industria del fumetto mondiale, le sue decisioni sono state e sono molto influenti. È stato sottoposto sia a molti elogi che molte critiche per il suo operato.
A Quesada è riconosciuto il merito di aver riportato in auge la Marvel dopo la bancarotta e la crisi di vendite alla fine degli anni novanta. Restituisce alla Casa delle Idee (così viene anche chiamata la Marvel) la posizione di leader  del mercato, tagliando drasticamente titoli che non vendevano e rilanciando, con diverse iniziative e l'arruolamento degli autori più prestigiosi, le serie cardine dell'Universo Marvel e arrivando a lanciare progetti innovativi e nuove etichette (come l'universo Ultimate). La diversificazione dei prodotti offerti risulta vincente così come la scelta di puntare su alcuni degli autori e artisti più validi ma talvolta semisconosciuti del mercato indipendente. Senza falsa umiltà sottolinea che la sua carriera e imprese editoriali sono «una storia di successo americano». Porta il brand Marvel nella Modern Age del fumetto con un nuovo stile moderno e al passo con i tempi, migliora e rende più efficace la promozione dei fumetti. A tal fine non si affida solo a nuove campagne di marketing ma attira l'attenzione della stampa tornando ad alimentare la faida storica con la DC. Lo stesso Quesada ammette che forse certe affermazioni ed esternazioni non le rifarebbe ma aveva bisogno di attirare l'attenzione dei giornali e dei lettori. In occasione dell'uscita del primo film di Spider-Man di Sam Raimi, il New York Observer gli dedica un articolo definendolo «il cattivo ragazzo che scuoterà l'industria dei fumetti», in quello stesso pezzo viene riportata una dichiarazione esplosiva contro la rivale DC: «Mi piaceva quando Marvel e DC si odiavano. Era più divertente per i lettori. E poi che cazzo è la DC comunque. Hanno Superman e Batman e non sanno che farci. È come essere l'attore porno con il cazzo più grosso e non riuscire a farselo venire duro.»
Quesada, a parte il goliardico trash talking, punta fortemente alla crescita della Marvel come marchio dell'industria dell'intrattenimento anche al di fuori del campo dei fumetti con film guardando al grande mercato hollywoodiano e iniziando la pre-produzione di lungometraggi quali quelli sugli X-Men e Spider-Man. L'orientamento di Quesada fu di provare a convertire la Marvel dall'essere un'impresa dedicata esclusivamente ai fumetti in un'impresa dell'intrattenimento in generale.
Joe Quesada non ama affatto le morti nei fumetti e impose all'inizio del suo mandato una sospensione del recupero dei personaggi morti. Come prima cosa impedì a Chris Claremont di far risorgere immediatamente Psylocke, uccisa nel 2001. Comunque, nel tempo, la sua "moratoria" si fece più morbida e più personaggi risorsero, come la stessa Psylocke nel 2005. In alcune sue dichiarazioni rilasciate sul forum internet The Unreachable Star nell'agosto 2004 ha spiegato che non c'è una vera e propria politica ufficiale di restrizione delle resurrezioni (Dead Means Dead policy, in italiano si può rendere con "Morto Resta Morto"), affermando invece, a proposito del ritorno di Psylocke e Colosso, che le regole per la resurrezione dei personaggi trapassati erano di esaminare le circostanze della morte di ciascuno e che questo tipo di eventi doveva essere richiesto dallo svolgimento delle trame, non essere usato per far salire le vendite. Il tutto deve avere un motivo logico e una spiegazione convincente, essere chiaramente pianificato ed essere sensato perché possa avvenire. Per esempio, nelle parole di Quesada, la morte di Psylocke non è una "morte classica", cioè una di quelle morti irreversibili (cita ad esempio Gwen Stacy, la defunta fidanzata di Peter Parker) secondo la sua linea, ma la sua resurrezione alla fine è stata consentita perché consentiva di approfondire il personaggio, ovvero c'era una ragione narrativa per consentirla. A proposito del ritorno di Colosso invece il pensiero del supervisore capo è questo: Joss Whedon è stato capace di azzeccare spiegazioni logiche con il suo ritorno di Colosso - sacrificatosi anni addietro per fermare il Virus Legacy - riguardo al perché il personaggio dovrebbe essere ancora vivo e alle ragioni alla base di un suo rientro.
Joe Quesada inizialmente ha inoltre posto al bando le note a piè di pagina (rimandi a storie precedenti), sebbene come nel caso delle morti anche questo bando si sia allentato in tempi più recenti. Altra cosa a lui sgradita su cui è intervenuto è la numerazione degli albi in casi come La rinascita degli eroi infatti la Marvel (sotto la direzione di Bob Harras) aveva fatto ripartire dal numero uno le sue più celebri testate (quelle dedicate ai principali eroi come Uomo Ragno, Fantastici Quattro e Vendicatori), mentre sotto la sua gestione fu ripristinata la numerazione originale, segno di rispetto per la storia della casa editrice. Ciò malgrado sotto di lui ci sono stati alcuni rilanci dal numero uno come New Avengers, che sostituisce la tradizionale testata dedicata al supergruppo.
Joe Quesada è inoltre artefice della creazione di tre "etichette" di successo:
- Marvel Knights rivolta a un pubblico più maturo e già affezionato ai personaggi (questo prima della sua nomina a Editor-in-Chief).
- MAX rivolta ad un pubblico adulto, con Brian Michael Bendis.
- Ultimate Marvel rivolta ai nuovi lettori, con Bendis, Bill Jemas e Mark Millar.

Quesada ha sostenuto di non essere personalmente a favore dei contratti in esclusiva per gli autori in luogo del libero professionismo, sia con la Marvel sia con la DC, sebbene capisca che è il modo in cui funziona il mercato nel periodo in cui egli si trova ad operare.
Durante la sua gestione la Marvel si è mossa nell'aggressivo mercato dei trade paperback, la qual cosa è stata criticata da alcuni perché avrebbe danneggiato il commercio degli albi tradizionali. D'altro canto, questo permette ai nuovi lettori di recuperare velocemente e facilmente una storia completa e avvicinarsi a una serie favorendone l'acquisto e le vendite. La Marvel ha inoltre precorso i tempi nella pubblicazione di raccolte giganti (volumi di tre, quattro o più centinaia di pagine) con copertina cartonata, elogiate per la qualità editoriale e i contenuti.
Seguendo la tradizione della rubrica di Stan Lee Stan's Soapbox, Joe Quesada scriveva un redazionale mensile, che appare nella maggior parte dei fumetti pubblicati dalla Marvel Comics, intitolato Cup o' Joe in cui illustra e spiega le novità e le scelte editoriali. Ci tiene particolarmente a instaurare un continuo dialogo con i lettori.
All'inizio del 2011 Quesada ha ricevuto l'incarico dalla Marvel di occuparsi maggiormente della parte relativa alla produzione di film, serie TV, merchandising e simili in qualità di Chief Creative Officer; è stato sostituito da Axel Alonso come Editor-in-Chief.
Joe abbandona la Marvel (per motivi mai chiariti) nel giugno del 2022 quando ricopre il ruolo di vicepresidente. Dalle affermazioni dell'ex vicepresidente emerge che aveva scritto o aveva in mente diverse storie da lui create senza relazione ai personaggi Marvel o a quell'universo. Avrebbe comunque potute pubblicarle tramite l'imprint Marvel Icon Comics creato da lui stesso per dare spazio ad opere creator-owned, ma dopo diverse discussioni interne alla dirigenza ha preferito lasciare il gruppo. Quando ricorda il lavoro svolto come capo redattore della Marvel indica il progetto dell'ultimate universe come il più folle e osteggiato a livello editoriale, ma la Marvel navigava ancora a vista dopo i turbolenti anni novanta. L'opera in cui era stata riposta meno fiducia è stato proprio il primo titolo del nuovo universo (ma il più longevo e di successo) ovvero Ultimate Spider-Man dato in gestione al duo Brian Michael Bendis e Mark Bagley. Gli viene da subito contestato che un'operazione simile era già stata fatta da John Byrne con Spider-Man: Chapter One, cosa avrebbe cambiato la versione Ultimate? A tale quesito quesito Joe rispondeva: «Che non ha cambiato nulla ecco cosa (non ha) cambiato». Lascia quindi intendere una ventata di novità al di fuori della vetusta continuity in auge dagli anni sessanta con un manipolo di giovani autori pronti a traghettare gli iconici (ma ormai sfruttati e usurati) super eroi Marvel nel ventunesimo secolo. Bisogna comunque sottolineare il supporto datogli dal nuovo presidente Bill Jemas. Quesada vince la scommessa e rafforza la sua posizione all'interno della casa editrice, fattore che lo porta fino ai vertici dell'azienda nel 2022, quando poi decide di lasciare la Casa delle Idee.

### Il ritorno al mercato indipendente e nel ruolo di freelancer (dal 2023)
(Nick Pepper, degli Amazon Studios)
Nel 2023 Joe annuncia di aver raggiunto un accordo con gli Amazon Studios per la produzione di serie TV e film tratti dai fumetti da lui creati in passato come autore indipendente e quelli che ha intenzione di sviluppare in futuro, sempre nel ruolo di creator-owned. Nello specifico l'accordo prevede un contratto denominato First Look Deal che concede un diritto di prelazione sulle opere create dall'autore. Da parte sua per tutelarne la integrità e qualità della trasposizione, Joe si assicura di poter supervisionarne la realizzazione e contribuirne allo sviluppo. Gli adattamenti saranno a disposizione sulla piattaforma streaming a pagamento Prime Video in esclusiva per gli abbonati. Joe ha espresso grande entusiasmo per l'accordo, affermando: «Appena Nick Pepper, Mart King e il loro team (di Amazon Studios), mi hanno contattato è stato chiaro che parlavamo la stessa lingua e condividevamo gli stessi obiettivi creativi.»

## Opere

### DC Comics
- Batman: La spada di Azrael, nn.1-4, Dennis O'Oneil (testi) - Joe Quesada e Kevin Nowlan (disegni), limited-series di 4 albi (conclusa), ottobre 1992- gennaio 1993

### Marvel Comics
- What The? n.13-15, albo antologico di storie brevi per cui Quesada realizza una breve short story sui Fantastic Four (What The n.13) e Iron Man (What The n.15), serie regolare (conclusa), luglio - novembre 1991
- X-Factor Annual n.7, Peter David e Fabian Nicieza (testi) - Joe Quesada, Darick Robertson, Joe Madurerira, Joe Rubinstein (disegni), albo annuale (serie conclusa con il n.9), maggio 1992
- X-Factor (Vol.1) nn. 87-92, Peter David, Scott Lobdell, Jean Marc DeMatteis (testi) - Joe Quesada e Chris Batista (matite), Al Milgrom (chine), serie regolare (conclusa), febbraio-luglio 1993
- X-Force nn. 12-15, Marvel Comics, 1995
- Daredevil (Vol.2) nn.1-14, Kevin Smith, David Mack, Joe Quesada (testi) - Joe Quesada, Jimmy Palmiotti, Rob Haynes, David Ross, Mark Morales (disegni), serie regolare, imprint Marvel Knights, novembre 1998 - marzo 2001
- Iron Man (Vol.3) n.1/2, Joe Quesada (testi) - Allen Martinez, Nelson DeCastro, Rodney Ramos (disegni), albo prequel di 12 pagine, gennaio 2000
- Iron Man (Vol.3) nn.26-35, Joe Quesada (testi) & AA.VV. (disegnatori), serie regolare (conclusa), marzo-dicembre 2000
- Iron Man Annual 2000, Joe Quesada (testi) & AA.VV. (disegni), albo annuale, ottobre 2000

### Sceneggiatore
- Painkiller Jane n. 0, Event Comics, 1999
- NYX, Marvel Comics, 2005
- Painkiller Jane n. 1, Dynamite, 2006

### Autore completo (testi e disegni)
- Ash, Event Comics,  1994-1997
- Daredevil: Father, Marvel Comics, 2006
- Soltanto un altro giorno (One More Day), Marvel Comics, 2008